# Орлов, Дмитрий Николаевич
Дми́трий Никола́евич Орло́в (8 (20) мая 1892, Спасск, Рязанская губерния, Российская империя — 19 декабря 1955, Москва, СССР) — советский актёр театра и кино. Народный артист РСФСР (1943). Лауреат Сталинской премии второй степени (1947).

## Биография

Могила Орлова на Новодевичьем кладбище Москвы.

Дмитрий Орлов родился 8 (20) мая 1892 года в городе Спасске (ныне Рязанской области. Учился сценическому искусству в Харькове в студии П. И. Ильина, обучение закончил в 1916 году.
В 1918 году поступил актёром в Харьковскую труппу Н. Н. Синельникова, который оказал большое влияние на формирование таланта Дмитрия Николаевича Орлова.
В 1920 году Орлов играет в Новороссийске под руководством режиссёров В. Б. Вильнера и В. Э. Мейерхольда. Сезон 1921—1922 года отработал в Краснодарском театре имени А. В. Луначарского.
В 1922 году Орлов поступил в возглавляемые В. Э. Мейерхольдом Высшие театральные мастерские, участвовал в спектаклях театра Мейерхольда, играл, в частности, Расплюева в «Смерти Тарелкина» А. В. Сухово-Кобылина и Брюно в «Великодушном рогоносце» Ф. Кроммелинка. Одновременно в 1922 году стал актёром МТР, в котором служил до 1941 года.
С 1931 года выступал на эстраде как чтец, «мастер художественного слова». Репертуар включал произведения русских и советских поэтов и писателей: Н. А. Некрасова, П. П. Ершова («Конёк-Горбунок»), А. Т. Твардовского («Василий Теркин»), М. А. Шолохова и др.
В декабре 1941 года Дмитрий Орлов перешёл во вновь организованный Московский театр драмы, который в 1943 году был слит с Театром Революции; здесь Орлов сыграл одну из лучших своих ролей — Глобу в пьесе К. М. Симонова «Русские люди» (1942).
В 1944 году был принят в труппу МХАТа.
Дмитрий Николаевич создавал остро сатирические образы, отличавшиеся точностью социальных, психологических и бытовых характеристик, образы, доходящие остротой своей формы до гротеска.
Д. Н. Орлов умер 19 декабря 1955 года. Похоронен в Москве на Новодевичьем кладбище (участок № 2).

## Награды и звания
- Заслуженный артист Республики (1933)
- Народный артист РСФСР (18 сентября 1943)
- Сталинская премия второй степени (1947) — за художественное чтение
- Орден Трудового Красного Знамени (26 октября 1948)[4]
- Орден «Знак Почёта» (1 февраля 1939)
- медали

## Творчество

### Театральные работы
Театр Н. Н. Синельникова
- 1918 — «Гибель „Надежды“» Г. Хейерманса — Баренд
- 1918 — «Бранд» Г. Ибсена — Бургомистр

Театр имени В. И. Ленина города Новороссийска
- 1920 — «Ревизор» Н. В. Гоголя — Пётр Иванович Бобчинский
- 1920 — «Коварство и любовь» Ф. Шиллера — Миллер
- 1920 — «Дурные пастыри» О. Мирбо — Жан Руль
- 1920 — «Савва» Л. Н. Андреева — монах Кондратий

Театр ГИТИСа — ТиМ
- 1922 — «Смерть Тарелкина» А. В. Сухово-Кобылина — Иван Антонович Расплюев
- 1922 — «Великодушный рогоносец» Ф. Кроммелинка — Брюно
- 1923 — «Земля дыбом» М. Мартинэ — генералиссимус Бурбуз

Московский театр Революции
- 1922 — «Ночь» М. Мартинэ — Бардье де Патуа
- 1922 — «Разрушители машин» Э. Толлера — Генри Коббэт
- 1922 — «Трагедия о Норе Гельмер» Г. Ибсена — Ранк
- 1922 — «Вертуриаф, или версальские туристы, на фугас напоровшиеся» В. Э. Мейерхольда — Госторговец
- 1923 — «Доходное место» А. Н. Островского — Аким Акимоович Юсов
- 1923 — «Возвращение Дон-Жуана» П. С. Сухотина — Лепорелло
- 1923 — «Спартак» В. Волькенштейна — Бациат, хозяин гладиаторских игр
- 1923 — «Озеро Люль» А. М. Файко — Фон Курц
- 1924 — «Эхо» В. Н. Биль-Белоцерковского — Офицер армии спасения
- 1924 — «Кадриль с ангелами» А. Нирге по А. Франсу — Теофиль
- 1925 — «Воздушный пирог» Б. С. Ромашова — Семён Рак
- 1925 — «Ужовка» М. Шимковича — Сидоров, милиционер
- 1925 — «Барометр показывает бурю» А. Насимовича — Победоносцев
- 1926 — «Конец Криворыльска» Б. С. Ромашова — Отченаш
- 1926 — «Сквозняк» В. Соколина — Дудкин
- 1927 — «Рост» А. Глебова — Тараска Бондарчук
- 1927 — «Матрац» Б. С. Ромашова — Умывайлов
- 1928 — «Человек с портфелем» А. М. Файко — Редуткин
- 1929 — «Инга» А. Глебова — Сомов
- 1930 — «Партбилет» А. И. Завалишина — Шайкин
- 1930 — «История одного убийства» М. Андерсона и Г. Хикерсона — Айке
- 1931 — «Стройфронт» А. И. Завалишина— Михалев, второй землекоп
- 1931 — «Поэма о топоре» Н. Ф. Погодина — Степан
- 1932 — «Мой друг» Н. Ф. Погодина — Первый хозяйственник
- 1933 — «На западе бой» В. В. Вишневского — Мейер
- 1934 — «Личная жизнь» В. А. Соловьева — Вася
- 1935 — «Умка — Белый медведь» И. Л. Сельвинского — Умка
- 1936 — «Гибель эскадры» А. Е. Корнейчука — Боцман Бухта
- 1937 — «Собака на сене» Лопе де Вега — Тристан[3]
- 1938 — «Фуэнте Овехуна» Лопе де Вега — Менго
- 1939 — «Павел Греков» Б. И. Войтехова и Л. С. Ленча — Ковалев
- 1939 — «Клевета, или Безумные дни Антона Ивановича» Н. Е. Вирты — Пропотеев
- 1940 — «Бесприданница» А. Н. Островского — Робинзон
- 1941 — «Весна в Москве» В. М. Гусева — Иван Иванович Крылов
- 1944 — «Сыновья трех рек» В. М. Гусева — исполнение пролога к спектаклю

Московский театр драмы
- 1942 — «Давным-давно» А. К. Гладкова — Кутузов
- 1942 — «Русские люди» К. М. Симонова — Иван Иванович Глоба
- 1942 — «Фронт» А. Е. Корнейчука — Мирон Горлов

МХАТ СССР имени М.Горького
- 1945 — «Мёртвые души» Н. В. Гоголя — Манилов
- 1945 — «Офицер флота» А. А. Крон — Фёдор Михайлович Ждановский
- 1946 — «Последняя жертва» А. Н. Островского — Дергачёв
- 1947 — «Дни и ночи» К. М. Симонова — старшина Конюков
- 1949 — «Мещане» А. М. Горького — Перчихин
- 1950 — «На дне» А. М. Горького — Лука
- 1952 — «Старосветские помещики» Н. В. Гоголя — Афанасий Иванович
- 1953 — «Воскресение» Л. Н. Толстой — Священник
- 1953 — «Анна Каренина» Л. Н. Толстой — Капитоныч
- 1954 — «За власть Советов» В. П. Катаев — Моченых

### Фильмография
1. 1938 — Александр Невский — Игнат, кольчужный мастер
2. 1939 — Ленин в 1918 году — рабочий Коробов
3. 1940 — Сибиряки —  Дошиндон

### Озвучивание мультфильмов
1. 1943 — Сказка о царе Салтане — один из корабельщиков